# Pedro Tovar
Pedro de Tovar, Vedor da Fazenda da India  (Conselho da Fazenda) navegador e comandante de naus da Carreira da India, (Lisboa 1574 – Molelos, Tondela 1637)
Pedro de Tovar, nasceu em 1574 e foi  baptizado em 9 de Agosto 1574 . Filho de Sancho de Tovar, e de Maria da Veiga.
Foi Cavaleiro da Casa Real, Senhor do Morgadio e da Honra de Molelos, e Comendador de Santa Maria da Nave da Ordem de Cristo (no termo do Sabugal). Oficial e comandante das Naus da Carreira da India, Foi Vedor da Fazenda da Índia, um dos quatro departamentos do importante Conselho da Fazenda, criado por Filipe II em 20 de novembro de 1591.

## Biografia[2]
Nasceu em 1574 na casa de seus pais, na traseira da Igreja da Misericórdia, muito próximo da Terreiro do Paço da Ribeira. 
Desde cedo frequentou o Paço da Ribeira, e foi integrada com Moço Fidalgo da Casa Real, e mais tarde Cavaleiro da Casa Real. 
Cresceu junto ao Terreiro do Paço, junto á Casa da India, onde via chegar as Armadas da Carreira da India, aquele enorme movimento de homens, de mercadorias e animais exóticos. Inspirado pelo exemplo do seu pai e avô, desde cedo sonha em embarcar numa das naus da carreira da India. 
Embarca pela primeira vez para India em 29 de Março de 1608, embarca como comandante da nau Oliveira, de que nos ficou este relato:
"A nao de Pero de Tovar em Setembro do mesmo anno chegou à costa da India 12 legoas da barra de Goa para o norte, alli a mandou queimar o Arcebispo Governador para que a não tomasse hua armada Olandeza, que estava à vista, salvou-se toda a gente, dinheiro, e muita fazenda” .
Em 1622 partiu novamente para a India, na Armada do Conde da Vidigueira .
Por volta de 1626 foi nomeado para o importante cargo de Vedor da Fazenda da India, um dos quatro Vedores do Conselho da Fazenda, responsáveis pela administração das receitas e despesas do Reino, o equivalente nos dias de hoje a Secretário de Estado, ou Ministro da Finaças. 
Herdou de seu avô  “as casas que estão nas costas da Misericórdia em Lisboa em perto de 30.000 cruzados tem as armas dos Tovares na esquina e por morte de sua mãe o morgado de Molelos” . 
Em 6 de Março de 1622 recebeu uma mercê de soldo e moradia de 300 cruzados, pelos bons serviços prestados e por ter aceitado continuar a servir na Índia .  
Terá sido morto em Molelos por um criado  antes de 1637, ano em que sua mulher assina um contracto de arrendamento já como viúva e como tutora dos filhos . 
Pedro de Tovar casou com Ana Manoel de Gusmão, filha de Afonso Carcome y Figueiroa e de Luisa Vargas, viveram em Lisboa na casa que foi dos seus pais e avós, atrás da Igreja da Misericórdia , e tiveram 7 filhos: 
Sancho de Tovar, baptizado em Lisboa em 8 de janeiro de 1601, foi padrinho João Cárcamo . Foi religioso Franciscano no Convento dos Capuchos de Lisboa. Faleceu com opinião de santidade .
Diogo de Tovar, Conjurado no 1º de Dzezembro de 1640, e Capitão de Cavalaria, comandando o 2º Esquadrão dos Exercitos da Beira (1641-1643)
Afonso de Tovar, Capitão de Infantaria .
Em 1638 embarcou na Armada que saiu de Lisboa para ir socorrer o exército de Matias de Albuquerque que em Pernambuco lutava contra a invasão Holandesa. Regressou a Portugal e foi integrado no Exercito da Beira como Capitão de uma Companhia de Infantaria. Faleceu em combate na tomada do forte de Conceição, em Aldia do Bispo (29 de MAio de 1642).
30.4 João de Tovar, faleceu ainda novo.
Maria Francisca de Tovar, casou com Luís Saldanha, Vedor da Casa da Rainha D. Luísa, sem descendência.
Luísa Antónia de Gusmão, casou com João Pestana Pereira, por este casamento recebeu, em 6 de Dezembro de 1649, a mercê de uma pensão de 100$000 reis, oferecida a seu sogro pela morte do filho Afonso.
Luís Tovar, foi poeta.